# Lộc Ninh
SLộc Ninh' est une petite ville du sud du Viêt Nam, dans la province de Bình Phước ; elle est le chef-lieu du district du même nom.  Sa population en 2017 était de 11 148 habitants. 
Elle a été le lieu d'une bataille de la guerre du Vietnam entre le 4 et le 7 avril 1972.
En 2007, un projet de transport ferroviaire a été pensé pour relier le Cambodge et le Vietnam, et cela passerait par Lộc Ninh. Aujourd’hui, la ville est reliée par le chemin de fer à Hô-Chi-Minh-Ville (Saïgon).